# 弗赖西内德富尔克
弗赖西内德富尔克（法語：Fraissinet-de-Fourques，法語發音：[fʁɛsinɛ də fuʁk]）是法国洛泽尔省的一个市镇，属于弗洛拉克区。

## 地理
弗赖西内德富尔克（44°12'55"N, 3°32'20"E）面积24.3 平方千米，位于法国奧克西塔尼大區洛泽尔省，该省份为法国南部内陆省份，北起上盧瓦爾省和康塔爾省，西接阿韦龙省，南至加尔省，东临阿尔代什省。
与弗赖西内德富尔克接壤的市镇（或旧市镇、城区）包括：韦布龙、鲁斯、加蒂济耶尔。

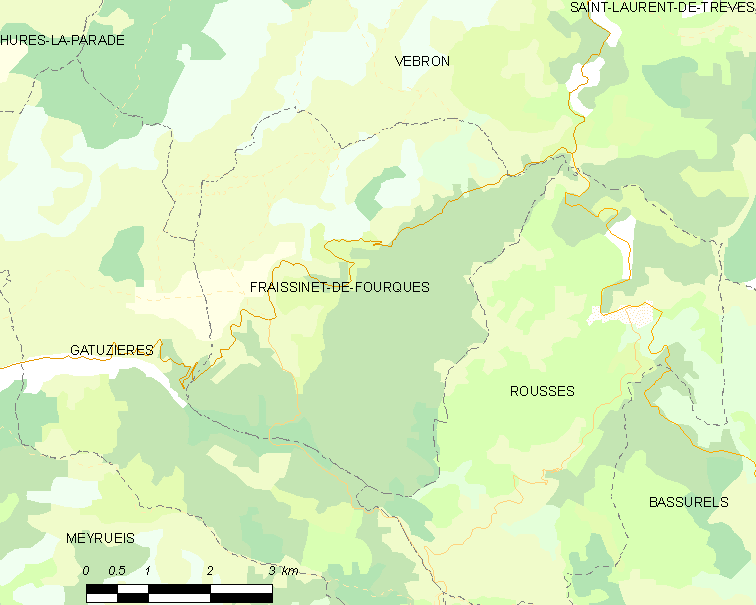
弗赖西内德富尔克的OSM定位图

弗赖西内德富尔克的时区为UTC+01:00、UTC+02:00（夏令时）。

## 行政
弗赖西内德富尔克的邮政编码为48400，INSEE市镇编码为48065。

## 政治
弗赖西内德富尔克所属的省级选区为勒科莱德代兹县。

## 人口

1962-2008年间弗赖西内德富尔克人口变化图示

弗赖西内德富尔克于2022年1月1日时的人口数量为82人。